# Condado de Cassia (Idaho)
El condado de Cassia (en inglés: Cassia County), fundado en 1879, es uno de los 44 condados del estado estadounidense de Idaho. En el año 2000 tenía una población de 21 416 habitantes con una densidad poblacional de 3.2 personas por km². La sede del condado es Burley.

## Geografía
Según la Oficina del Censo, el condado tiene un área total de 6683 km² (2580,3 mi²), de la cual 6647 km² (2566,4 mi²) es tierra y 36 km² (13,9 mi²) (0.54%) es agua.

### Condados adyacentes
- Condado de Minidoka - norte
- Condado de Blaine - norte
- Condado de Power - noreste
- Condado de Oneida - sur
- Condado de Box Elder - sureste
- Condado de Elko - noroeste
- Condado de Twin Falls - oeste
- Condado de Jerome - noroeste

### Carreteras
- - Interestatal 84
- - Interestatal 86
- - US 30
- - SH-27
- - SH-77
- - SH-81

## Demografía
En el 2000 la renta per cápita promedia del condado era de $$33 322, y el ingreso promedio para una familia era de $38 162. En 2000 los hombres tenían un ingreso per cápita de $29 132 versus $19 851 para las mujeres. El ingreso per cápita para el condado era de $14 ,087. Alrededor del 13.60% de la población estaba bajo el umbral de pobreza nacional.

## Comunidades

### Ciudades
- Albion
- Burley
- Declo
- Malta
- Oakley

### Comunidades no incorporadas
- Almo
- Elba
- Sublett